# میبلین
میبلین (به انگلیسی: Maybelline) شرکت تولید لوازم آرایشی آمریکایی است، که از سال ۱۹۹۶ متعلق به شرکت فرانسوی لورئال می‌باشد.
شرکت میبلین در سال ۱۹۱۵ توسط جوان ۱۹ ساله‌ای بنام تام لایل ویلیامز راه‌اندازی شد. این شرکت نخستین بار ریمل را تولید نمود. دفتر مرکزی این شرکت در شهر شیکاگو، ایلی‌نوی قرار دارد.